# Compositions
Albums de Anita Baker
Giving You The Best That I Got
(1988) Rhythm of Love
(1994)
Compositions est le quatrième album de la chanteuse de Rnb/Soul Anita Baker. Cet album atteignit la 5e place du classement Billboard 200 et fut certifié Disque de platine en 1990, soit le troisième dans la carrière de Baker. L'album remporta aussi un Grammy Awards pour la « Meilleure performance vocale RnB féminine » lors de l'édition de 1991

## Liste des titres
1. "Talk to Me" (Baker, Fails, Powell) - 5:03
2. "Perfect Love Affair" (Baker, Davis) - 5:19
3. "Whatever It Takes" (Baker, Gordon, LeVert) - 5:35
4. "Soul Inspiration" (Britten, Lyle) - 5:17
5. "Lonely" (Baker) - 4:29
6. "No One to Blame" (Baker, Fails) - 4:41
7. "More Than You Know" (Eliscu, Rose, Youmans) - 4:48
8. "Love You to The Letter" (McBride) - 7:20
9. "Fairy Tales" (Fails, McBride, Powell) - 7:55

## Personnel
- Paulinho Da Costa - Percussions
- Greg Phillinganes - Piano, Chœurs
- Nathan East - Guitare basse, Chœurs
- Ricky Lawson - Batterie
- Earl Klugh - Guitare, Chœurs
- Anita Baker - Chant
- Michael J. Powell - Guitare, Chœurs
- Vernon Fails - claviers
- Stephen Ferrone - Batterie
- Perri - Chœurs

## Récompenses
Grammy Awards
| Année | Vainqueur    | Catégorie                                                                 |
| ----- | ------------ | ------------------------------------------------------------------------- |
| 1991  | Compositions | Grammy Award pour la meilleure performance musicale RnB féminine          |
| 1991  | Compositions | Grammy Award pour le meilleur enregistrement(Best Recording Package)nommé |

## Classements
Album - Billboard
| Année | Classement                       | Position |
| ----- | -------------------------------- | -------- |
| 1990  | Billboard 200                    | 5        |
| 1990  | Billboard Top R&B/Hip-Hop Albums | 3        |
| 1990  | US Top Jazz Albums               | 4        |
| 1990  | Royaume-Uni                      | 7        |

### Singles
| Année | Titre              | Billboard Hot 100 | Hot R&B/Hip-Hop Songs | Adult Contemporary | UK Top 75 |
| ----- | ------------------ | ----------------- | --------------------- | ------------------ | --------- |
| 1990  | "Talk To Me"       | 44                | 3                     | 4                  | 68        |
| 1990  | "Soul Inspiration" | 72                | 16                    | 11                 | -         |
| 1991  | "Fairy Tales"      | -                 | 8                     | 27                 | -         |